# Andi Zeqiri
Andi Zeqiri (Lausanne, 22 juni 1999) is een Zwitsers voetballer die als aanvaller speelt. Hij speelt voor de Belgische Pro league club Standard Luik (gehuurd van KRC Genk).

## Carrière
Begin Carrière en Lausanne
Op negenjarige leeftijd begon Zeqiri met voetballen voor het lokale team Stade Lausanne-Ouchy, 3 jaar later maakte hij de overstap naar Lausanne. Hij speelde met de jeugdteams en scoorde 15 doelpunten in 24 wedstrijden. Op 22 mei 2015, een maand voor zijn zestiende verjaardag, maakte Zeqiri zijn profdebuut in een 2-1 nederlaag op bezoek bij Le Mont. Hij viel in de 71e minuut. Zeqiri werd de jongste competitiedebutant van Lausanne.
Verhuurd aan Juventus
Zeqiri werd op 30 augustus 2016 verhuurd aan een jeugdploeg van Juventus, voor 1 seizoen. Op 1 oktober 2016 maakte hij zijn debuut in een 2-0 thuisoverwinning tegen Sassuolo, nadat hij in de 68e minuut als invaller was ingevallen voor Moise Kean.
Terugkeer naar Lausanne
Op 1 juli 2017 keerde Zeqiri terug naar Lausanne. 

Brighton & Hove Albion
Op 1 oktober 2020 tekende Zeqiri een vierjarig contract bij Brighton & Hove Albion. Hij maakte zijn debuut in een 1-1 gelijkspel thuis tegen Sheffield United op 20 december, waar hij in de 72e minuut inviel. Hij had zijn eerste basisplaats beet op 10 januari, in de Fa Cup wedstrijd tegen Newport County.
Zeqiri scoorde zijn eerste doelpunt voor Brighton in zijn eerste wedstrijd van het seizoen 2021-22 en hij scoorde in zijn League cup debuut tegen Cardiff City.
Verhuurd aan FC Augsburg
Op 30 augustus 2021 werd bekendgemaakt dat Zeqiri op huurbasis had getekend voor FC Augsburg. Hij maakte zijn debuut op 11 september, toen hij als invaller inviel in de 0-0 uitwedstrijd tegen Union Berlin. Zeqiri scoorde zijn eerste doelpunt voor de club op 2 oktober in een nederlaag tegen Borussia Dortmund.
Verhuurd aan FC Basel
Op 2 augustus raakte bekend dat Zeqiri verhuurd werd aan FC Basel. 2 dagen later maakte hij zijn debuut voor de club in de eerste wedstrijd van de derde kwalificatieronde van de Conference League tegen Brøndby. Hij scoorde zijn eerste doelpunt voor Basel een week later, in de terugwedstrijd. Basel won 3-1 na strafschoppen en kwalificeerde hun voor de volgende ronde. Na 53 matchen en 18 doelpunten later, besloot Basel de aankoopoptie niet te lichten. Zeqiri behaalde met Basel de halve finale van de Conference League.
Terugkeer naar Brighton & Hove Albion
Op 24 augustus 2023, keerde Zeqiri terug naar Brighton.
KRC Genk
Op 5 september 2023 tekende Zeqiri een contract voor 3 seizoenen met een optie voor een extra seizoen bij KRC Genk voor een transfersom die naar verluidt rond de £2,4 miljoen lag. Ondanks dat hij pas enkele dagen eerder in Genk arriveerde, kreeg hij meteen een basisplaats en scoorde hij in een 2-0 overwinning tegen Union SG. Amper een paar dagen later scoorde hij ook in de Conference league tegen Fiorentina.
Verhuurd aan Standard Luik
Op 6 september 2024, na een jaar voornamelijk als invaller, werd Zeqiri uitgeleend met aankoopoptie aan Standard Luik. Net als bij Genk wist hij in zijn eerste match meteen te scoren, deze keer tegen FCV Dender.
Zeqiri speelde met Standard de achtste finale van de beker tegen Genk op 4 december, die ze verloren met 2-1. Zeqiri scoorde en vierde ook uitbundig. De kans dat hij zal terugkeren naar Genk lijkt dus eerder klein.

## Interlandcarrière
Na reeds de verschillende jeugdselecties van het Zwitsers voetbalelftal doorlopen te hebben werd Zeqiri in mei 2021 voor het eerst opgeroepen voor de A-selectie van zijn land. Bondscoach Murat Yakin liet hem uiteindelijk op 1 september 2021 debuteren in de oefeninterland tegen Griekenland. Na 69 minuten mocht hij invallen voor Haris Seferovic. Zwitserland zou de wedstrijd uiteindelijk winnend afsluiten met een 2-1 eindstand.
Zeqiri scoorde zijn eerste goal voor Zwitserland op 18 november 2024 tegen Spanje. Hij maakte de 2-2 vanop de stip in de 85e minuut. Zwitserland verloor nadien toch nog door een strafschop van Bryan Zaragoza.